# Вся президентська рать (фільм)
«Вся президентська рать» — американський художній фільм, заснований на однойменній документальній книзі журналістів Боба Вудворда і Карла Бернштейна, які у 1973 році розслідували Вотергейтський скандал для газети «Вашингтон пост».

## Сюжет
До рук співробітників газети «Вашингтон пост» потрапляють матеріали що свідчать про те, що представники адміністрації президента Ніксона організували таємне прослухування в штаб-квартирі своїх політичних опонентів. Основну частину фільму займають досить рутинна робота з пошуку свідків і наполегливі спроби змусити їх говорити. В той момент, коли розслідування здавалося зайшло в безвихідь, журналістів підтримує відповідальний редактор газети Говард Симонс. У результаті найвагоміші свідчення надав таємний свідок, справжнє ім'я якого не було розкрите, але саме його свідчення в результаті приводять до публікації скандальних матеріалів на сторінках газети.
В кінці фільму показано екран телевізора, по якому передають присягу президента Ніксона, та журналістів Вудворда і Бернстейна, що не зважають на трансляцію увагу і захоплено працюють над новим матеріалом. Завершальні кадри містять заголовки новин про визнання провини людьми Ніксона, їхні вироки, відставку Ніксона та вступ на посаду президента Джеральда Форда.